# Xiaozhushan Dao
Xiaozhushan Dao är en ö i Kina. Den ligger i provinsen Shandong, i den östra delen av landet, omkring 370 kilometer nordost om provinshuvudstaden Jinan. Arean är 0,37 kvadratkilometer. Den sträcker sig 1,0 kilometer i nord-sydlig riktning, och 0,7 kilometer i öst-västlig riktning.
Genomsnittlig årsnederbörd är 750 millimeter. Den regnigaste månaden är juli, med i genomsnitt 295 mm nederbörd, och den torraste är januari, med 11 mm nederbörd.